# 테트포드
테트포드(영어:Thetford)는 미국의 도시 중에 한 지역이다. 버몬트주에 속하는 도시이다.

## 설명
테트포드(Thetford)는 미국 버몬트주 오렌지 카운티의 도시로 코네티컷강의 계곡에 위치한다. 2020년의 인구조사에서 인구는 2,775명이었다. 마을 안에는 이스트 테트포드, 노스 테트포드, 테트포드 힐, 테트포드 센터, 라이스 밀스, 유니언 빌리지, 포스트 밀스가 있다. 동사무소는 테트포드 센터에 있다. 테트포드는 버몬트주에서 가장 오래된 중학교인 테트포드 학원의 본거지이다. 예전에 스위프트 워터 걸 스카우트 위원회였던 그린 앤 화이트 마운틴의 걸 스카우트들도 이곳에 캠프 판스워스라고 불리는 여름 거주 캠프를 가지고 있다. 캠프 판스워스는 원래 1909년에 첼레브와 마다마 판스워스에 의해 개인 소유로 시작되었는데 그 때 그것은 캠프 하눔이라고 불렸다. 그 마을은 1761년 8월 12일에 영국의 조지 3세가 뉴햄프셔의 베닝 웬트워스 총독에게 발급한 왕실 헌장에 의해 만들어졌다. 웬트워스는 1768년에 총리가 된 오거스터스 헨리 피츠로이, 제3대 그래프턴 공작, 제4대 알링턴 백작, 제4대 테트포드 자작의 이름을 따서 이 이름을 지었다. 1764년에 코네티컷강 옆 이스트 테트포드에 살던 존 체임벌린이 처음 정착했다. 그는 62명의 소유주 중에 한 명(코네티컷주 헤브론 출신 51명)의 대리인이었다. 1910년에 캠프 파이어 걸스가 현지에서 설립되었다. 이것은 2년만에 미국의 전국적인 조직이 되었다. 비영리 기독교 수련회 센터인 고브 힐 수련회는 1966년에 테트포드 센터에 설립되었다. 이 센터는 종교, 교육 및 기타 비영리 단체에 환대를 제공했다. 퇴각지는 고브 힐의 첫 농부의 이름을 딴 존 고브가 원래 소유했던 땅에 있었다. 버몬트와 뉴햄프셔의 미국 침례교회(ABCVNH)가 매년 유지하는 것이 가치가 없다고 결정한 후인 2013년 12월 31일에 폐쇄되었다. 그 수련회 센터는 수년간 적자를 기록했다. 목사의 봉급이 더 많다는 것이 문을 닫는 요인으로 여겨졌다. 미국 인구조사국에 따르면 이 도시의 총 면적은 44.2 평방 마일(114.4 km2)이며 이 중 43.6 평방 마일(112.8 km2)은 육지이고 0.6 평방 마일(1.6 km2)은 물이다. 이 강은 동쪽으로 코네티컷강과 접하고 옴폰파노오수크강이 마을을 통해 흐른다. 주간고속도로 제91호선이 가로지른다. 마을에는 여섯 개의 활성화된 비법인 마을이 있다. 마을의 이름은 각각 테트포드 힐, 테트포드 센터, 에스트 테트포트, 북부 테트포트, 라이스 밀스, 포스트 밀스라고 불린다. 2000년의 인구 조사 기준으로는 2,617명, 1,032가구, 730가구가 거주하고 있다. 인구 밀도는 평방2 마일당 60.1명이었다. 1,193호의 주택이 평방 마일(10.6/km2)당 평균 27.4호의 밀도를 가지고 있었다. 도시의 인종 구성은 백인 97.44%, 아프리카계 미국인 0.46%, 북미 원주민 0.23%, 아시아계 0.57%, 기타 인종 0.19%, 2개 이상의 인종 1.11%이였다. 모든 인종의 히스패닉계나 라틴계는 인구의 0.46%였다. 가구는 1,032가구로서 이중에서 36.8%가 18세 미만의 자녀를 두고 있었다. 부부동거가구 59.4%, 남편이 없는 여성가구주 7.1%, 비가족가구 29.2% 등으로 전체 가구의 23.2%가 개인으로 구성되어 있었으며 6.6%는 65세 이상의 독거노인으로 구성되어 있었다. 평균 가구 규모는 2.54, 평균 가족 규모는 3.00이었다. 읍내에는 18세 미만이 26.9%, 18세부터 24세까지 5.5%, 25세부터 44세까지 29.8%, 45세부터 64세까지 27.4%, 65세 이상이 10.3%로 인구가 분산돼 있었다. 도시의 평균 나이는 39세였다. 여성 100명당 남성은 94.6명이었다. 18세 이상의 여성 100명당 남성은 90.5명이었다. 마을의 한 가구의 중위소득은 48,333달러였고 한 가족의 중위소득은 55,323달러였다. 남성의 평균 소득은 35,121달러인데 비해 여성의 평균 소득은 29,839달러였다. 이 도시의 1인당 소득은 22,870달러였다. 18세 미만 8.8%, 65세 이상 6.9% 등 빈곤선 이하 가구는 4.0%, 인구는 5.7% 정도였다. 테트포드 힐에 있는 테트포드 초등학교는 유치원부터 6학년까지의 마을 주민 학생들에게 서비스를 제공한다. 그 후 그 마을은 중학생과 고등학생들을 다른 지역의 공립 고등학교를 대신하여 독립적인 테트포드의 중학교인 테트포드 학원으로 보낸다. 테트포트 힐에 있는 열린초등학교는 유치원생부터 초등학생 6학년까지의 아이들을 대상으로 하는 사립 및 대안 초등학교이다. 포스트 밀스 교회와 버몬트사우루스는 포스트 밀스의 문화 명소이다.

## 같이 보기
- 미국
- 행정구역
- 도시